# أبرشية العمادية وزاخو الكلدانية الكاثوليكية
أبرشية زاخو الكلدانية الكاثوليكية هي أبرشية للكنيسة الكلدانية في النصف الثاني من القرن التاسع عشر ومعظم القرن العشرين. تم دمج أبرشية زاخو مع أبرشية العمادية الكلدانية في عام 1987. في ديسمبر 2001، تم تكريس أسقف جديد. في يوليو 2013، تم ضم زاخو إلى أبرشية العمادية.

## خلفية
تأسست أبرشية زاخو في عام 1851. ضمت الأبرشية بعض القرى في وادي الخابور الغربي والجبال الواقعة إلى الشمال الشرقي من زاخو والتي كانت في السابق ضمن أبرشية جزيرة ابن عمر، وعدة قرى في قضاء دهوك والتي كانت في السابق ضمن أبرشية العمادية.

## أساقفة زاخو الكلدانيين
كان أول أسقف كلداني في زاخو هو عمانوئيل أسمر (1859-1875).
وخلفه قرياقوس جيوارجيس جوجا، راهب دير الربان هرمزد ، الذي ولد في تلكيف في 15 يناير 1820 ورُسم كاهنًا في عام 1855. وفقًا لتفينكجي، تم تكريسه في زاخو في 25 يوليو 1875 من قبل البطريرك يوسف السادس أودو، لكن ملاحظة مخطوطة تشير إلى تاريخ تكريسه باعتباره 1 أغسطس 1875. في عام 1876 تمرد قرياقوس جيواركيس غوغا على البطريرك واستقر في قرية تلكيف في أبرشية الموصل البطريركية، حيث كان يحظى بدعم معظم كهنة القرية. وبعد نداء وجهه جوزيف أودو إلى الفاتيكان، استسلم المتمردان في النهاية، وتم نقل جوجا إلى أبرشية العمادية في عام 1879.
خلف قرياقوس جوجا ماتاي بول شامينا (1879-1885) وستيفن يوهانان قينايا (1886-189).
جيريمي تيموثي مقدسي، الذي ولد في ألقوش عام 1847 وأصبح كاهنًا عام 1879، رُسم أسقفًا على زاخو إما في عام 1890 (دي كليرك) أو عام 1892 (فيي)، وظل أسقفًا لها حتى وفاته عام 1929. وخلفه بيتر عزيز (1929–37)، ويوهانان نيسان (1937–57)، وتوماس الريس (1957–66)، وجابرييل جودة (27 نوفمبر 1965 - 7 مارس 1968).
توفي غابرييل قدا في مارس 1993، وخلفه جوزيف بابانا في منصب أسقف زاخو في 7 مارس 1968. توفي جوزيف بابانا في 9 سبتمبر 1973 عن عمر يناهز 57 عامًا، وخلفه في 13 أكتوبر 1973 يوحنا بولس ماركوس.
توفي المطران يوحنا بولس مرقس المسن في 13 يوليو 1985 عن عمر يناهز 75 عاماً، وخلفه في منصب أسقف زاخو المطران ستيفن كاجو في 29 نوفمبر 1983.
بعد وفاة ستيفن كاجو في 8 نوفمبر 1987، ظلت أبرشية زاخو شاغرة لمدة أربعة عشر عامًا. خلال هذه الفترة بقي القليل من الكلدانيين المتبقين في قضاء زاخو تحت رعاية يوحنا قلو، أسقف العمادية .
في شهر كانون الأول (ديسمبر) من عام 2001 تمت سيامة بطرس حنا عيسى الحربلي أسقفاً على زاخو. توفي في 3 نوفمبر 2010 بعد مرض قصير.
في يوليو 2013، تم توحيد أبرشية العمادية الكلدانية مع زاخو تحت قيادة ربان القس.

## إحصائيات السكان
في عام 1867 كان عدد سكان أبرشية زاخو 3000 نسمة من الكلدانيين وكانت تحتوي على 15 قرية (مارتن).
في عام 1896 بلغ عدد سكان الأبرشية 3500 نسمة من الكلدان، وكانت تحتوي على 15 رعية و20 كنيسة (شابوت). أكبر قرى الأبرشية هي زاخو، دهوك، شرانش، ياردا، بيدر، بير سيفي، مار يعقوب وإسناخ، وكان المطران يقيم إما في زاخو أو دهوك. وكان في الأبرشية آنذاك عشرة كهنة محليين وخمسة كهنة تدربوا في دير الربان هرمزد.
في عام 1913 كانت الأبرشية تحتوي على 15 قرية و17 كنيسة ويبلغ عدد سكانها 4880 كلدانيًا، يخدمهم 13 كاهنًا.
المجمتعات الكلدانية في أبرشية زاخو، 1913
| اسم القرية     | الاسم باللغة السريانية | عدد المؤمنين | عدد الكهنة | عدد الكنائس | اسم القرية | الاسم باللغة السريانية | عدد المؤمنين | عدد الكهنة | عدد الكنائس |
| زاخو           | ܙܵܟ݂ܘܿ                    | 50           | 1          | 1           | مارغا      |                        | 760          | 1          | 1           |
| بيدار          |                        | 400          | 1          | 1           | بيلون      |                        | 300          | 1          | 1           |
| بيرسيفي        | ܒܝܪܣܦ̮ܐ                 | 400          | 1          | 1           | إسناخ      |                        | 600          | 1          | 1           |
| شرانش          | ܫܪܢܘܫ                  | 600          | 1          | 2           | دهوك       | ܒܝܬ ܢܘܗܕܪܐ             | 350          | 2          | 1           |
| الانيش         | ܐܠܢܝܫ                  | 70           | 1          | 1           | شيوس       |                        | 210          | 1          | 1           |
| ياردا          |                        | 250          | 1          | 2           | قشافير     |                        | 150          | 0          | 0           |
| عمرة (دير شيش) | ܥܘܡܪܐ                  | 200          | 0          | 1           | جارماوا    |                        | 40           | 0          | 1           |
| بايجو          |                        | 500          | 1          | 2           | توتال      |                        | 4,880        | 13         | 17          |

واستقر عدد كبير من اللاجئين الآشوريين في قضاء زاخو بعد الحرب العالمية الأولى، وينعكس وجودهم في الإحصائيات اللاحقة للأبرشية. في عام 1928، وحسب إحصائية رسمية أعدتها مجمع الكنائس الشرقية، كانت أبرشية زاخو تشمل 16 قرية واحتوت على 8000 كلداني و18 كنيسة. في عام 1937 شملت الأبرشية 23 قرية، وضمت 10852 كلدانيًا، و18 كاهنًا، و16 كنيسة (كاجو).